# Morellato Group
Morellato Group — італійський холдинг, що розробляє та виробляє дизайн ювелірних виробів та годинників. Основна компанія групи була заснована Джуліо Морелло, спочатку в Болоньї, а пізніше була перенесена до Падуї.

## Історія
Morellato розпочав операції в 1930-х роках як виробник годинників.
В 1990 році Массімо Карраро купив невеликий сімейний бізнес від його батька та двох партнерів.
У квітні 2014 року Morellato підписав альянс з іспанським виробником годинників Geresa, зробивши нове спільне підприємство з виробництва годинників в Іспанії, друге за величиною після Rolex. Ці дві компанії вклали 70 мільйонів доларів у нове підприємство. Завдяки цій угоді Morellato потрапив у дистрибутивні мережі Geresa, але 50% холдингової компанії Morellato Group (Morellato & Sector SA) стали власністю Geresa. Morellato Group та Pepe Jeans підписали угоду про виробництво та всесвітнє розповсюдження годинників Pepe Jeans London branded, який розпочався восени 2014 року.
В 2015 році Morellato співпрацював з Trussardi для створення колекції T01.
У лютому 2016 року бренд Furla запустив нову колекцію годинників, розроблених Morellato.  Morellato також вибрав Grenchen Time як свого дистриб'ютора по Великобританії.

## Діяльність
Група присутня на італійському та міжнародному ринку як ліцензована марка майна та брендів, так само як Cavalli, Furla та Maserati. Це також один з провідних глобальних виробників годинних ременів та кейсів для ювелірних виробів, що становить оригінальну діяльність Morellato з 1930 року.
Крім штаб-квартир у Фратті-ді-Санта-Джустіна в Коледі в провінції Падуя з дизайнерським та маркетинговим офісами в Мілані, група ділиться на ряд філій у США, Німеччині, Франції, Іспанії, Швейцарії та Гонконгу; Холдинг також присутній через деякі спільні підприємства, в Китаї, Об'єднаних Арабських Еміратах ("Morellato Близький Схід") та Індії.
З 1995 року кожного року продається 5 мільйонів годинників. У 2005 році група успішно почала розширювати свою продукцію в ювелірних виробах та годинниках.
У 2012 році група повідомила про вартість прибутку у розмірі 23 мільйони доларів на продаж у розмірі 250 мільйонів доларів США (до 21 мільйона доларів за рік раніше). У 2013 році група була оцінена 17-ю в світових продажах.

## Дочірні підприємства
- Morellato;
- Sector No Limits;
- Philip Watch;
- Chronostar;
- Bluespirit;
- Pianegonda joy;
- Morellato Middle East.[12]